# Hayesiana triopus
Espèce
Hayesiana triopus est une espèce de papillons de la famille des Sphingidae, de la sous-famille des Macroglossinae, de la tribu des Macroglossini, de la sous-tribu des Macroglossina et du genre Hayesiana.

## Description
L'envergure est de 64-78 mm. Le metanotum est brun foncé avec des rayures blanches crémeuses. Le dessus de l'abdomen est noir avec une bande ininterrompue de taches orange rouge et latérales. Le côté inférieur du thorax et l'abdomen sont orange rougeâtre. Le dessus de l'aile antérieure est gris foncé avec six bandes noirâtres transversales étroites. La tache discale est grande, rectangulaire et translucide. Le dessus de l'aile postérieure est noir avec une tache costale blanche visible et la zone tornal. Le dessous de l'aile postérieure est rouge orangé.

## Distribution et habitat
Distribution
L'espèce est connue au Népal, dans le Nord-Est de l'Inde, dans le Sud de la Chine et en Thaïlande.

## Biologie
Les chenilles se nourrissent sur  Adina globiflora en Inde.

## Systématique
- L'espèce Hayesiana triopus a été décrite par l'entomologiste britannique John Obadiah Westwood en 1847, sous le nom initial de Macroglossa triopus

### Synonymie
- Macroglossa triopus Westwood, 1847 Protonyme